# أوتو مول
أوتو مول (بالألمانية: Otto Moll)‏ هو جندي ألماني، ولد في 1915 في Kalkhorst ‏ في ألمانيا، وتوفي في 1946 في لاندسبرغ إم لش في ألمانيا بسبب شنق.